# Рене Пинон
Рене Пинон (фр. René Pinon; Монбар‚ 5. фебруар 1870 - Париз, 29. септембар 1958), био је историчар и новинар, аутор многих књига и чланака на тему међународних односа са почетка 20. вијека и Другог свјетског рата.
Доктор права и умјетности, професор на париском Институту политичких наука "Institut d'études politiques de Paris", радио је за часопис "Revue des deux Mondes" од 1906. године, гдје се показао као специјалиста у области источних питања. Од 1922. до 1940. био је уредник међународног издања часописа. Такође је писао и за неколико других часописа, укључујући и часопис Дипломатских и колонијалних питања (Questions diplomatiques et coloniales), "Преписке Истока" и других.